# Austrolabrus maculatus
 Austrolabrus maculatus és una espècie de peix de la família dels làbrids i de l'ordre dels perciformes.

## Morfologia
Els mascles poden assolir els 12,6 cm de longitud total.

## Distribució geogràfica
Es troba al sud d'Austràlia (des d'Austràlia Occidental fins a Nova Gal·les del Sud).